# 沃斯鲁
沃斯鲁（法語：Vausseroux，法語發音：[vosʁu]）是法国德塞夫勒省的一个市镇，属于帕尔特奈区。

## 地理
沃斯鲁（46°33'4"N, 0°8'12"W）面积19.12 平方千米，位于法国新阿基坦大区德塞夫勒省，该省份为法国西部内陆省份，北起曼恩-卢瓦尔省，西接旺代省，南至夏朗德省和滨海夏朗德省，东临维埃纳省。
与沃斯鲁接壤的市镇（或旧市镇、城区）包括：博略苏帕尔特奈、雷法讷、圣马丹迪富尤、瓦勒、弗拉泽、莱沙特利耶。

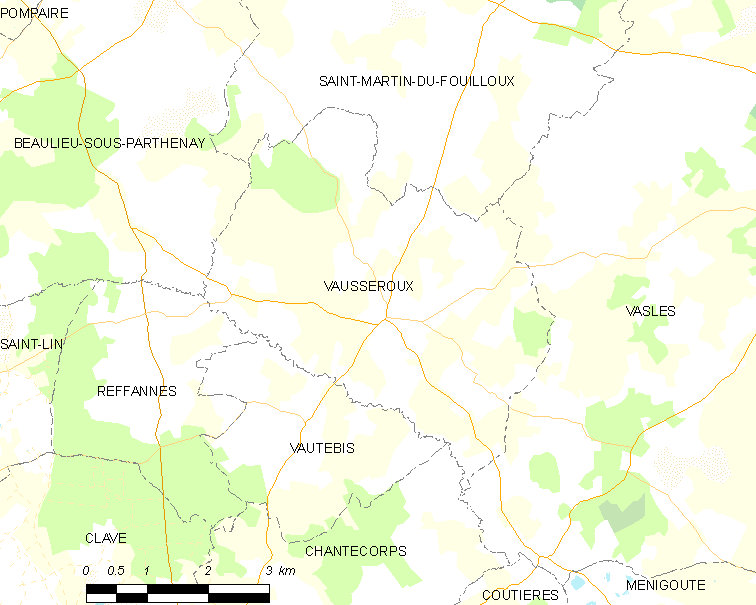
沃斯鲁的OSM定位图

沃斯鲁的时区为UTC+01:00、UTC+02:00（夏令时）。

## 行政
沃斯鲁的邮政编码为79420，INSEE市镇编码为79340。

## 政治
沃斯鲁所属的省级选区为拉加蒂讷县。

## 人口

1962-2008年间沃斯鲁人口变化图示

沃斯鲁于2022年1月1日时的人口数量为330人。